# 三十烷
三十烷（triacontane）是含30个碳原子的直链烷烃，化学式C30H62，外观为无色蜡状固体。其衍生物三十烷醇是一种见于多种植物，例如玫瑰的植物激素。